# Pålträsket, Lappland
Pålträsket är en sjö i Arvidsjaurs kommun i Lappland och ingår i Skellefteälvens huvudavrinningsområde. Sjön har en area på 0,129 kvadratkilometer och ligger 403,4 meter över havet.

## Delavrinningsområde
Pålträsket ingår i det delavrinningsområde (726027-166191) som SMHI kallar för Mynnar i Baktsjaure. Medelhöjden är 413 meter över havet och ytan är 17,83 kvadratkilometer. Det finns ett avrinningsområde uppströms, och räknas det in blir den ackumulerade arean 22,98 kvadratkilometer. Granträskbäcken som avvattnar avrinningsområdet har biflödesordning 3, vilket innebär att vattnet flödar genom totalt 3 vattendrag innan det når havet efter 148 kilometer. Avrinningsområdet består mestadels av skog (66 procent) och sankmarker (14 procent). Avrinningsområdet har 2,81 kvadratkilometer vattenytor vilket ger det en sjöprocent på 15,8 procent.